# Чорна Долина
Чо́рна Доли́на — село в Україні, у Чаплинській селищній громаді Каховського району Херсонської області. Населення становить 22 осіб.

## Історія
У цих краях, повертаючись з кримського походу у 1675 році, кошовий отаман Іван Сірко вів кілька тисяч звільнених із татарської неволі українців. Багато хто з них попросили в отамана дозволу повернутися до Криму. Але Сірко наказав порубати відступників.
16 травня 1689 року, під час Другого кримського походу, об'єднане військо гетьмана Івана Мазепи і московського воєводи Васілія Голіцина перемогли орду хана Селіма I Ґірея.
Натомість під час російсько-турецької війни 1735—1739 років, у жовтні 1736 року татари перемогли тут козацькі полки Семена Галецького. У 1794 році сюди переселили непокірних козаків із Турбаїв, що на Полтавщині (після Турбаївського селянського повстання). Вони й заснували поселення, яке у 1827 році стало селом.
Під час організованого радянською владою Голодомору 1932—1933 років померло щонайменше 3 жителі села.
12 червня 2020 року, відповідно до Розпорядження Кабінету Міністрів України від № 726-р «Про визначення адміністративних центрів та затвердження територій територіальних громад Херсонської області», увійшло до складу Чаплинської селищної громади.
19 липня 2020 року, в результаті адміністративно-територіальної реформи та ліквідації Чаплинського району, село увійшло до складу новоутвореного Каховського району.
24 лютого 2022 року село тимчасово окуповане російськими військами під час російсько-української війни.

## Населення
Згідно з переписом УРСР 1989 року чисельність наявного населення села становила 41 особа, з яких 22 чоловіки та 19 жінок.
За переписом населення України 2001 року в селі мешкали 22 особи.

### Мова
Розподіл населення за рідною мовою за даними перепису 2001 року:
| Мова       | Відсоток |
| ---------- | -------- |
| українська | 86,36 %  |
| російська  | 13,64 %  |